# Erik Heide
Erik Heide (født 4. juli 1934 i Øster Jølby, død 22. maj 2024 i Flade) var en dansk billedhugger.
Han blev uddannet på Det Kongelige Danske Kunstakademi fra 1951 til 1954, hvor han var elev af maleren Kræsten Iversen og på den grafiske skole i 1957 hvor han blev undervist af grafikeren Holger J. Jensen. Fra 1958 arbejdede han udelukkende som billedhugger, et område hvor han i øvrigt var autodidakt.
Erik Heide er især kendt for sine udsmykninger af 94 danske kirker. I en række nye kirker landet over har han har stået for en total udsmykning af kirkerummet med alterbord, prædikestol, døbefont og krucifiks. Han arbejdede fortrinsvis i grove materialer som træ, granit og støbejern.
I 1982 blev Heides monument for Jens Vejmand opstillet nord for Tjørring.
I løbet af sit kunstneriske virke modtog Heide en række hædersbevisninger, blandt andet Kai Nielsens Mindelegat i 1966, Akademiets Guldmedalje i 1969, Carl Nielsens og Anne Marie Carl Nielsens Legats Hæderspris i 1972, Anckerske Legat i 1975, legat fra Astrid Noacks Legatfond 1976, legat fra Billedhugger Viggo Jarls Fond 1991 og Niels Larsen Stevns' Legat 1993. Fra 1985 modtog han desuden Statens Kunstfonds livsvarige ydelse.
Det blev også til en række tillidshverv i kunstlivet. Erik Heide var således medlem af Statens Kunstfonds Billedkunstneriske Udsmykningsudvalg 1971-1974, af Akademiet for de Skønne Kunster 1972-1996 og af bestyrelsen for Thorvaldsens Museum 1979-1996.
Han var frem til sin død tilknyttet den igangværende opførelse af Femern Bælt-forbindelsen som æstetisk konsulent for Sund & Bælt.
Erik Heide er begravet ved Morsø Frimenighedskirke i Øster Jølby på Mors.